# Inquilinato

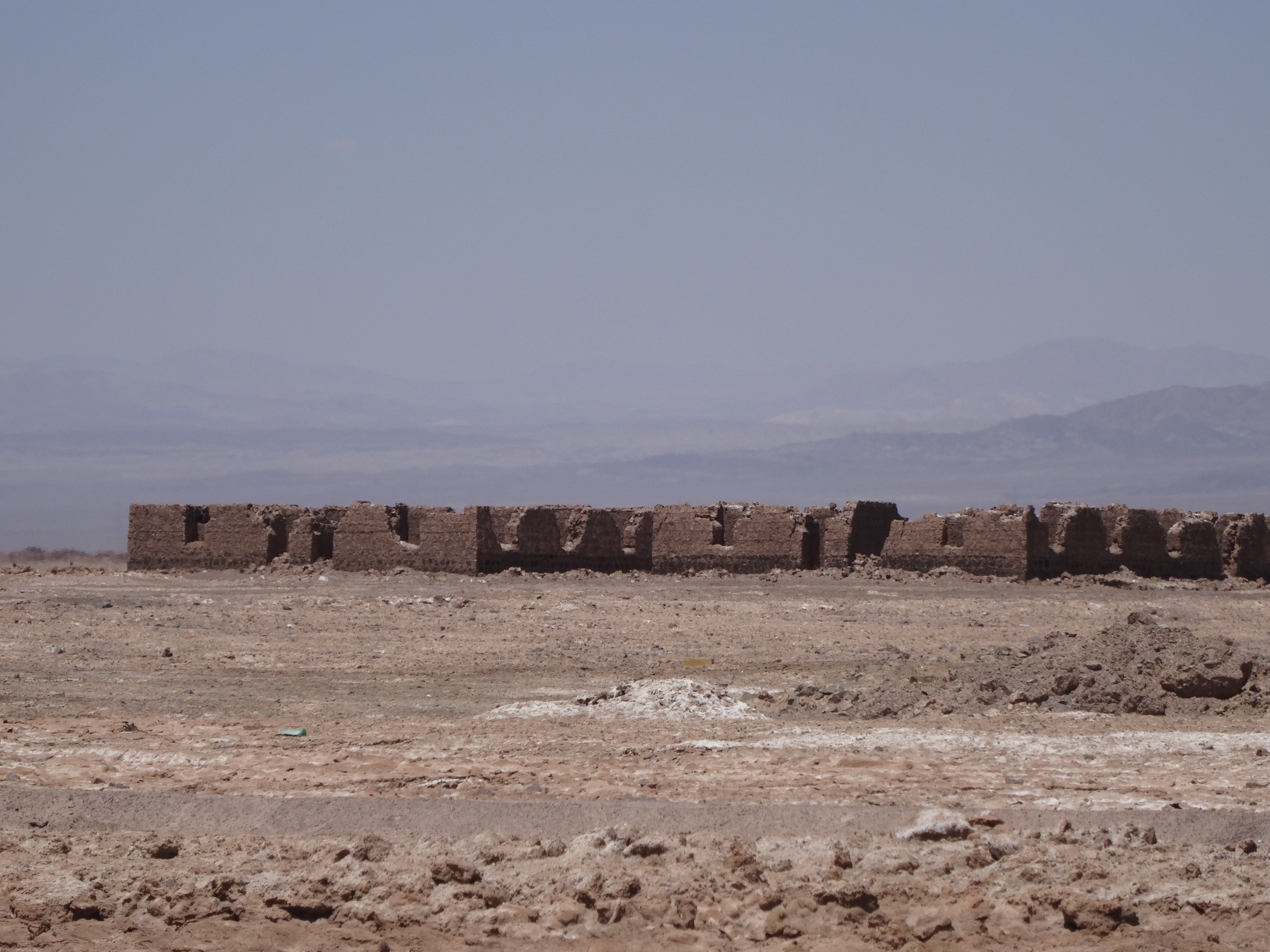
Inquilinatos perteneciente a una oficina salitrera de la pampa chilena de principios del siglo XX

Inquilinato es como se denomina en Chile, Ecuador, Colombia y Venezuela a la forma de alojamiento o vivienda colectiva comunitaria en la cual varias familias de escasos recursos o allegadas a su fuente laboral comparten una casa-habitación, generalmente una por cada cuarto o habitación, usando en forma comunal los servicios sanitarios y de acueducto. 
Por ser formas de alojamiento baratas y modestas suelen presentar malas condiciones higiénicas por el hacinamiento y ser la forma inicial de vivienda de los inmigrantes o de las personas de riesgo social que aún pueden pagar una tarifa de arrendamiento.

## Sinonimia
A los inquilinatos en México se les conoce como vecindades, en Argentina, Uruguay, Chile y Bolivia se les llama indistintamente, inquilinatos, cité o  conventillos, en el Perú son las "quintas" (clase media, media-baja y baja - hay algunas quintas muy bonitas y limpias) o "callejones"(específicamente clase muy pobre, y un ambiente muy insalubre), en el Brasil son los cortijos o casa de acomodo y en El Salvador se conocen como mesones.
En Cuba y en Canarias se les conoce como ciudadelas o solares.
En España se denominan corralas, corrales o corralones y patios o casa de vecinos.

## Estructura

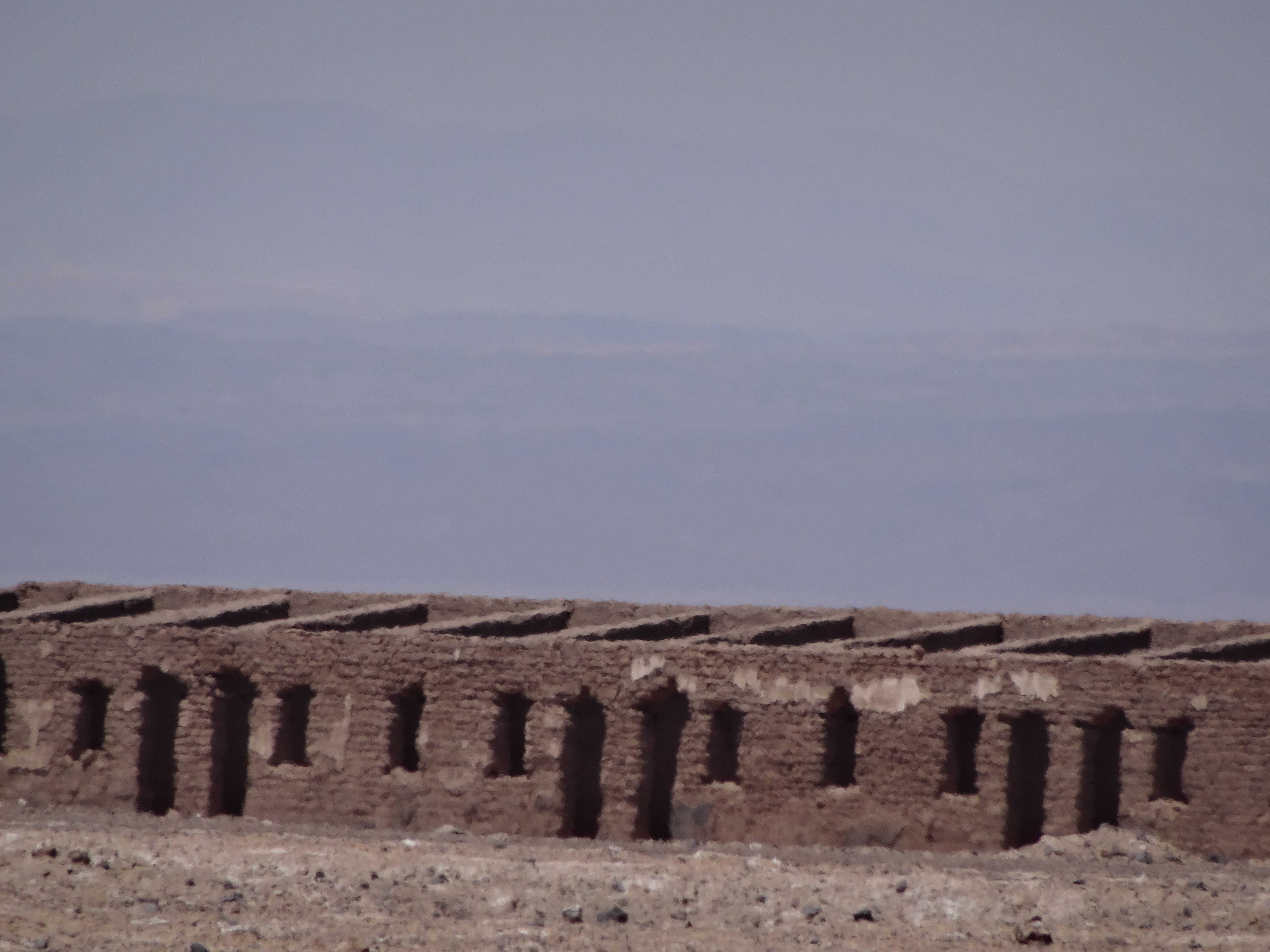
Vista cercana de un inquilinato o vivienda comunitaria de obreros del salitre en la pampa chilena construido a principios del siglo XX

En general el inquilinato o corral se caracteriza puede ser un edificio o un grupo de casas pareadas concebido ex profeso o transformado ( la mayoría) a partir de antiguas casonas, casas-palacio, casas-patio o antiguos conventos para albergar varias familias pertenecientes al proletariado urbano y tener las siguientes características:
- Se estructuran en relación con un patio (o patios), al que asoman a través de corredores que les dan acceso;
- Los inquilinos (individuos o grupos familiares) poseen una o dos habitaciones;
- Tienen una serie de servicios colectivos (letrinas, cocinas, patio, lavaderos, tendederos...).
- Por existir una clara diferenciación social y morfológica entre las viviendas que tienen acceso directo desde la calle, y cuyos huecos miran directamente a ella (la casa tapón), y las viviendas interiores, estructuradas en relación con el patio, al que tienen una acceso independiente del anterior, y abocadas a la mirada interior de la parcela o predio;
- El régimen de tenencia es el alquiler. En algunos países el corral o conventillo puede ser una vivienda plurifamiliar con tenencia propia de los espacios habitados.

En el caso de los inquilinatos de la pampa del salitre en el desierto chileno, son construcciones de adobe y piedras dispuestas en hileras, a pesar de su precariedad han persistido debido al clima seco. Cada "pieza" esta subdividida por paredones que subdividen el lugar para cocinar, dormir y almacenar, la hacinación fue común denominador en este tipo de viviendas. De paredes gruesas, protegían del frío glacial nocturno y se mantenían relativamente frescas en la hora de mayor radiación solar. Estos inquilinatos colindaban con las "tortas del salitre" y a veces llegaban a formar comunidades conformando un pueblo como lo fue Pampa Unión. 
Aún son visibles desde la carretera y persisten sus paredes sólidas a pesar de terremotos, vientos y erosión eólica del desierto más seco del planeta y al merodeo ocasional.